# アラウカナイゼーション
アラウカナイゼーション（Araucanization、西：Araucanización）は、マプチェ族の言語や文化がパタゴニア平原に伝播した一連の過程を指す説。当時の学者たちはこの説に否定的だったが、1550年頃から1850年頃にかけて、テウェルチェ族などのアメリカ先住民族の中では実際にマプチェ語を受容する動きが見られた。
マプチェ語は、ケチュア語、アイマラ語、グアラニー語やナワトル語などと同様に、ヨーロッパ列強のアメリカ大陸進出後もその使用圏を広げた数少ない地方言語のひとつにあげられる。